# 德贡镇区 (仰光省)
德贡镇区，是缅甸仰光省皎德达县下辖的一个镇区。

## 历史沿革
2022年4月30日，德贡镇区划归皎德达县管辖。